# جيمس فريمان (دراج)
جيمس فريمان (بالإنجليزية: James Freeman)‏ هو دراج أمريكي، ولد في 20 فبراير 1891 في ليتل روك في الولايات المتحدة، وتوفي في 16 يوليو 1951.

## وصلات خارجية
- جيمس فريمان على موقع أوليمبيديا (الإنجليزية)